# ハレ・オープン
ハレ・オープン（Halle Open）は、ドイツ・ノルトライン＝ヴェストファーレン州・ハレにて毎年6月に開催されている男子プロテニスのATPツアートーナメントである。

## 概要
サーフェスは屋外グラスコート。大会グレードは2014年までATPツアー250に属していたが、2015年からATPツアー500に昇格した。
全仏オープン終了後、ウィンブルドン選手権開幕までの半月の期間に開催される数少ない芝サーフェスのツアー大会の一つとして知られる。第1回大会からゲリー・ウェバーがタイトルスポンサーを務めていたが、経営の悪化により2018年大会を最後に撤退。2019年大会よりノベンティがタイトルスポンサーを務めている。
2019年大会でロジャー・フェデラーがシングルス10回目の優勝を果たした。

## 大会歴代優勝者

### シングルス
| 年               | 優勝                           | 準優勝                         | スコア                       |
| ---------------- | ------------------------------ | ------------------------------ | ---------------------------- |
| ↓ ATPツアー250 ↓ |                                |                                |                              |
| 1993             | アンリ・ルコント               | アンドレイ・メドベデフ         | 6-2, 6-3                     |
| 1994             | ミヒャエル・シュティヒ         | マグヌス・ラーソン             | 6-4, 4-6, 6-3                |
| 1995             | マルク・ロセ                   | ミヒャエル・シュティヒ         | 3-6, 7-6(13-11), 7-6(10-8)   |
| 1996             | ニクラス・クルティ             | エフゲニー・カフェルニコフ     | 6-7(5-7), 6-3, 6-4           |
| 1997             | エフゲニー・カフェルニコフ     | ペトル・コルダ                 | 7-6(7-2), 6-7(5-7), 7-6(9-7) |
| 1998             | エフゲニー・カフェルニコフ     | マグヌス・ラーソン             | 6-4, 6-4                     |
| 1999             | ニコラス・キーファー           | ニクラス・クルティ             | 6-3, 6-2                     |
| 2000             | ダヴィド・プリノジル           | リカルド・クライチェク         | 6-3, 6-2                     |
| 2001             | トーマス・ヨハンソン           | ファブリス・サントロ           | 6-3, 6-7(5-7), 6-2           |
| 2002             | エフゲニー・カフェルニコフ     | ニコラス・キーファー           | 2-6, 6-4, 6-4                |
| 2003             | ロジャー・フェデラー           | ニコラス・キーファー           | 6-1, 6-3                     |
| 2004             | ロジャー・フェデラー           | マーディ・フィッシュ           | 6-0, 6-3                     |
| 2005             | ロジャー・フェデラー           | マラト・サフィン               | 6-4, 6-7(6-8), 6-4           |
| 2006             | ロジャー・フェデラー           | トマーシュ・ベルディハ         | 6-0, 6-7(4-7), 6-2           |
| 2007             | トマーシュ・ベルディハ         | マルコス・バグダティス         | 7-5, 6-4                     |
| 2008             | ロジャー・フェデラー           | フィリップ・コールシュライバー | 6-3, 6-4                     |
| 2009             | トミー・ハース                 | ノバク・ジョコビッチ           | 6-3, 6-7(4-7), 6-1           |
| 2010             | レイトン・ヒューイット         | ロジャー・フェデラー           | 3-6, 7-6(7-4), 6-4           |
| 2011             | フィリップ・コールシュライバー | フィリップ・ペッシュナー       | 7-6(7-5), 2-0 途中棄権       |
| 2012             | トミー・ハース                 | ロジャー・フェデラー           | 7-6(7-5), 6-4                |
| 2013             | ロジャー・フェデラー           | ミハイル・ユージニー           | 6-7(5-7), 6-3, 6-4           |
| 2014             | ロジャー・フェデラー           | アレハンドロ・ファジャ         | 7-6(7-2), 7-6(7-3)           |
| ↓ ATPツアー500 ↓ |                                |                                |                              |
| 2015             | ロジャー・フェデラー           | アンドレアス・セッピ           | 7-6(7-1), 6-4                |
| 2016             | フロリアン・マイヤー           | アレクサンダー・ズベレフ       | 6-2, 5-7, 6-3                |
| 2017             | ロジャー・フェデラー           | アレクサンダー・ズベレフ       | 6-1, 6-3                     |
| 2018             | ボルナ・チョリッチ             | ロジャー・フェデラー           | 7-6(8-6), 3-6, 6-2           |
| 2019             | ロジャー・フェデラー           | ダビド・ゴファン               | 7-6(7-2), 6-1                |
| 2020             | 開催なし                       | 開催なし                       | 開催なし                     |
| 2021             | ウーゴ・アンベール             | アンドレイ・ルブレフ           | 6-3, 7-6(7-4)                |
| 2022             | フベルト・フルカチュ           | ダニール・メドベージェフ       | 6-1, 6-4                     |
| 2023             | アレクサンダー・ブブリク       | アンドレイ・ルブレフ           | 6-3, 3-6, 6-3                |
| 2024             | ヤニック・シナー               | フベルト・フルカチュ           | 7-6(10-8), 7-6(7-2)          |
| 2025             | アレクサンダー・ブブリク       | ダニール・メドベージェフ       | 6-3, 7-6(7-4)                |

### ダブルス
| 年               | 優勝                                                    | 準優勝                                                  | スコア                 |
| ---------------- | ------------------------------------------------------- | ------------------------------------------------------- | ---------------------- |
| ↓ ATPツアー250 ↓ |                                                         |                                                         |                        |
| 1993             | ペトル・コルダ シリル・スーク                           | マイク・バウアー マルク＝ケビン・ゲルナー               | 7-6, 5-7, 6-3          |
| 1994             | オリビエ・ドレートル ギー・フォルジェ                   | アンリ・ルコント ゲイリー・ミュラー                     | 6-4, 6-7, 6-4          |
| 1995             | ヤッコ・エルティン ポール・ハーフース                   | エフゲニー・カフェルニコフ アンドレイ・オルホフスキー   | 6-2, 3-6, 6-3          |
| 1996             | バイロン・ブラック グラント・コネル                     | エフゲニー・カフェルニコフ ダニエル・バチェク           | 6-1, 7-5               |
| 1997             | カーステン・ブラーシュ ミヒャエル・シュティヒ           | デイヴィッド・アダムズ マリウス・バーナード             | 7-6, 6-3               |
| 1998             | エリス・フェレイラ リック・リーチ                       | ジョン＝ラフニー・デ・ヤーガー マルク＝ケビン・ゲルナー | 4-6, 6-4, 7-6          |
| 1999             | ヨナス・ビョルクマン パトリック・ラフター               | ポール・ハーフース ジャレッド・パーマー                 | 6-3, 7-5               |
| 2000             | ニクラス・クルティ ミカエル・ティルストロム             | マヘシュ・ブパシ ダヴィド・プリノジル                   | 7-6(7-4), 7-6(7-4)     |
| 2001             | ダニエル・ネスター サンドン・ストール                   | マックス・ミルヌイ パトリック・ラフター                 | 6-4, 6-7(5-7), 6-1     |
| 2002             | ダヴィド・プリノジル ダヴィッド・リクル                 | ヨナス・ビョルクマン トッド・ウッドブリッジ             | 4-6, 7-6(7-5), 7-5     |
| 2003             | ヨナス・ビョルクマン トッド・ウッドブリッジ             | マルティン・ダム シリル・スーク                         | 6-3, 6-4               |
| 2004             | リーンダー・パエス ダヴィッド・リクル                   | トマーシュ・ツィブレツ ペトル・パラ                     | 6-2, 7-5               |
| 2005             | ロジャー・フェデラー イブ・アレグロ                     | ヨアキム・ヨハンソン マラト・サフィン                   | 7-5, 6-7(6-8), 6-3     |
| 2006             | ファブリス・サントロ ネナド・ジモンイッチ               | ミハエル・コールマン ライナー・シュットラー             | 6-0, 6-4               |
| 2007             | シーモン・アスペリン ユリアン・ノール                   | ファブリス・サントロ ネナド・ジモンイッチ               | 6-4, 7-6(7-5)          |
| 2008             | ミハイル・ユージニー ミーシャ・ズベレフ                 | ルーカス・ドロウヒー リーンダー・パエス                 | 4-6, 6-3, [10-3]       |
| 2009             | クリストファー・キャス フィリップ・コールシュライバー   | アンドレアス・ベック マルコ・チウディネリ               | 6-3, 6-4               |
| 2010             | セルジー・スタホフスキー ミハイル・ユージニー           | マルティン・ダム フィリップ・ポラセク                   | 4-6, 7-5, [10-7]       |
| 2011             | ロハン・ボパンナ アイサム＝ウル＝ハク・クレシ           | ロビン・ハーセ ミロシュ・ラオニッチ                     | 7-6(10-8), 3-6, [11-9] |
| 2012             | ジャン＝ジュリアン・ロジェ アイサム＝ウル＝ハク・クレシ | トレト・コンラッド・ユーイ スコット・リプスキー         | 6-3, 6-4               |
| 2013             | サンティアゴ・ゴンサレス スコット・リプスキー           | ダニエレ・ブラッチアリ ジョナサン・エルリック           | 6-2, 7-6(7-3)          |
| 2014             | アンドレ・ベーゲマン ユリアン・ノール                   | マルコ・チウディネリ ロジャー・フェデラー               | 1-6, 7-5, [12-10]      |
| ↓ ATPツアー500 ↓ |                                                         |                                                         |                        |
| 2015             | レイベン・クラーセン ラジーブ・ラム                     | ロハン・ボパンナ フロリン・メルジェ                     | 7-6(7-1), 6-2          |
| 2016             | レイベン・クラーセン ラジーブ・ラム                     | ルカシュ・クボット アレクサンダー・ペヤ                 | 7-6(7-5), 6-2          |
| 2017             | ルカシュ・クボット マルセロ・メロ                       | ミーシャ・ズベレフ アレクサンダー・ズベレフ             | 5-7, 6-3, [10-8]       |
| 2018             | ルカシュ・クボット マルセロ・メロ                       | ミーシャ・ズベレフ アレクサンダー・ズベレフ             | 7-6(7-1), 6-4          |
| 2019             | レイベン・クラーセン マイケル・ヴィーナス               | ルカシュ・クボット マルセロ・メロ                       | 4-6, 6-3, [10-4]       |